# محمية الاراضي الرطبة في سلطنة عمان
```
  
محمية الاراضي الرطبة في سلطنة عمان
```

تقع في سلطنةعمان بولايـة محوت - محمية الاراضي الرطبة بمحافظة الوسطى تعد مـن المواقع تصنف من مواقع البكر ذات البيئة والنظم المتنوعة والمعقدة بيئيا والمتفردة احيائيا، ما يجعلها تعتبر من المواقع النادرة والمرجعية في العالم لدراسة تنوع الاحيائي والاستخدامات المستدامة للاراضي الرطبة المتواجدة في الجزء بين مساحة ومنطقة المد والجذر .
وتعد المحمية في التصنيف من ال25 الافضل في الموقع من بين المواقع المصنفة بذات الاهمية دوليا بالنسبة للطيور المهاجرة في المنطقة منطقة الشرق الاوسط في فترة الشتاء في مسار هجرة الطيور لشرق افريقيا وقارة اسيا وتعد المسافة المقدرة بمساحة 2621 كــم مربع.
وايضا تعد المحمية (الاراضي الرطبة)في ولاية محوت من المنتجعات السياحية لهوات مراقية الطيور المهاجرة ولمحبي الطبيعة والحياة الفطريةوهذا له اهمية كبيرة لجلب السياج وتنمية الاقتصاد في سلطنة عمان وذلك بالتركيز على القيمة الاقتصادية للقيم والاخدمات المباشرة والغير مباشرة التي تحويها واللتي ترتبط بموضوع استدامة مواردها الطبيعية.
ونظرا لثراء هذة المحمية بموارد اجيائية مختلفة كالاسماك والقشريات والرخويات وما شابهها فهي تعد من الملاجىءذات الاهمية لتكاثر وتغذية ما يقارب ال20 نوعا من الحيتان والدلافين في المنطقة والتي قد تم رصدها ومنها الحوت الازرق.
ونظرا لثراء المحمية بالموارد الإحيائية المختلفة كالأسماك والرخويات والقشريات وغيرها، فإنها تعدّ من الملاجئ المهمة لتغذية وتكاثر نحو 20 نوعا من الدلافين والحيتان فيها، والتي تم رصدها في المنطقة، من ضمنها الحوت الاحدب العربي والحوت الأزرق .